# Locomotiva FS 542

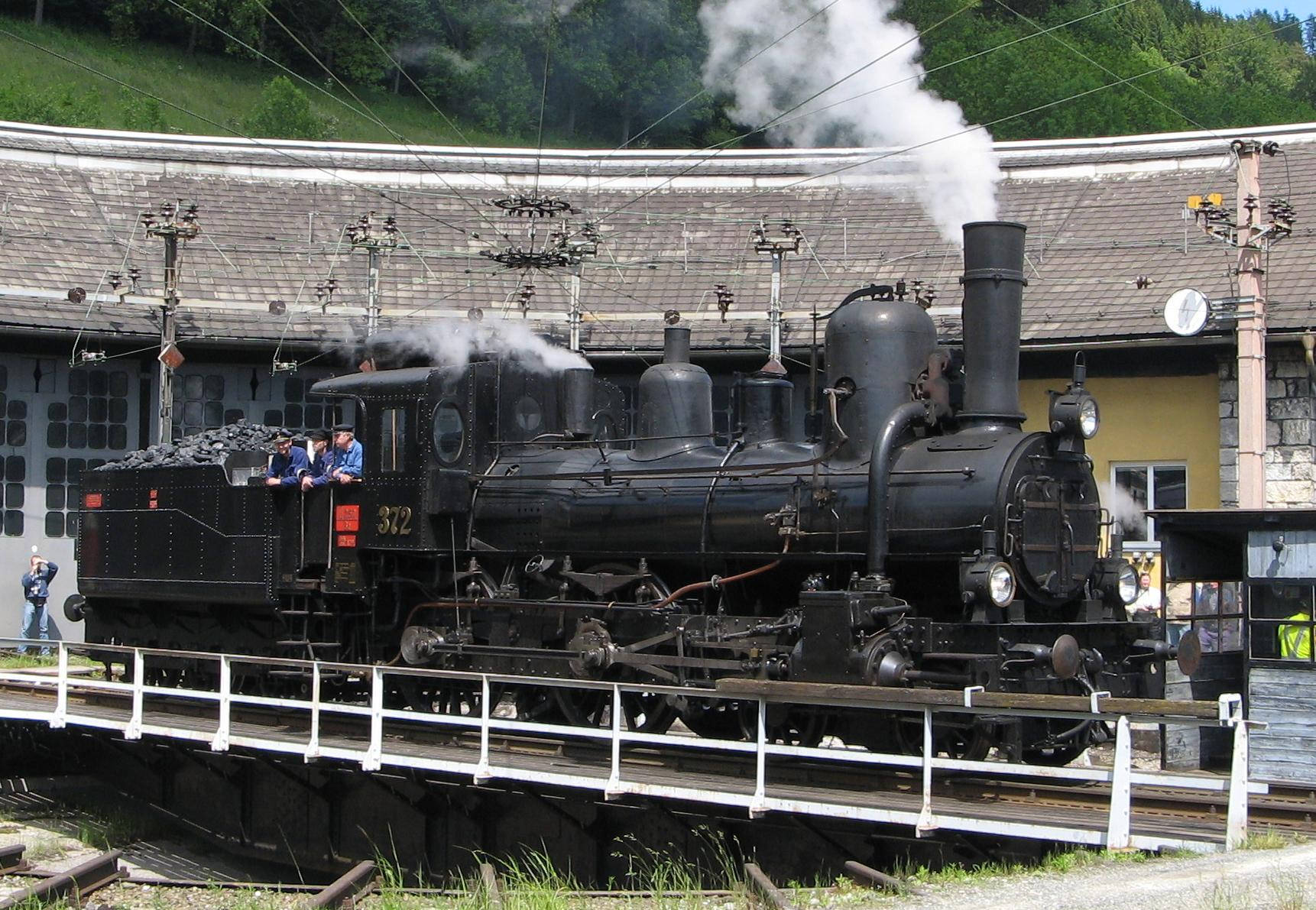

La locomotiva gruppo 542 era una locomotiva a vapore con tender di costruzione austriaca per treni viaggiatori, di rodiggio 2-2-0, che le Ferrovie dello Stato italiane acquisirono dalla Südbahn in seguito al risarcimento danni della prima guerra mondiale.

## Storia
Le sei locomotive del gruppo 542 delle Ferrovie dello Stato erano altrettante unità delle 19 (SB 17b) costruite in due lotti di 14 nel 1884 e di ulteriori 5 unità nel 1890 dalla Lokomotivfabrik Floridsdorf, per la ferrovia austriaca Südbahn che le aveva immatricolate nel gruppo 17 con i numeri 312-325 e 328-332. 
Le macchine di questa serie erano di stanza a Vienna, Marburgo, Trieste e Kanizsa.
Dopo la ripartizione territoriale conseguente alla fine della prima guerra mondiale le sei ex 17b vennero consegnate all'Italia e incorporate nel parco macchine FS come gruppo 542 e numerazione da 001 a 006 ma vennero presto accantonate; entro il 1924 erano già fuori servizioperché obsolete o esuberanti in quanto utilizzabili solo con materiale trainato dotato di apparecchiature del freno a vuoto.

## Caratteristiche
Le locomotive erano piuttosto obsolete quando vennero consegnate all'Italia in quanto ricalcavano le tendenze progettuali dell'epoca di costruzione (1884/1890); erano infatti a telaio esterno con due ruote di grande diametro accoppiate e carrello di guida anteriore biassiale. La caldaia forniva vapore saturo con pressione massima di 11 bar; il motore era a 2 cilindri con distribuzione a cassetto piano e meccanismo di azionamento Stephenson. Il sistema frenante era a vuoto tipo Hardy.

## Corrispondenza locomotive ex SB e numerazione FS[3]
| Numero e gruppo FS | numero e gruppo SB | fabbrica    | anno di fabbricazione | demolizione o alienazione |
| ------------------ | ------------------ | ----------- | --------------------- | ------------------------- |
| 542.001            | 17.314             | Floridsdorf | 1884                  | 1923                      |
| 542.002            | 17.317             | Floridsdorf | 1884                  | 1923                      |
| 542.003            | 17.329             | Floridsdorf | 1890                  | 1923                      |
| 542.004            | 17.330             | Floridsdorf | 1890                  | 1924                      |
| 542.005            | 17.331             | Floridsdorf | 1890                  | 1923                      |
| 542.006            | 17.332             | Floridsdorf | 1890                  | 1923                      |